# Gare de Moukatchevo
La gare de Moukatchevo (ukrainien : станція Мукачево, stantsia Moukatchevo) est une gare ferroviaire située dans la ville de Moukatchevo, l'oblast de Transcarpatie en Ukraine.

## Histoire
La gare est ouverte en 1872 sur la Ligne Lviv-Stryï-Tchop.

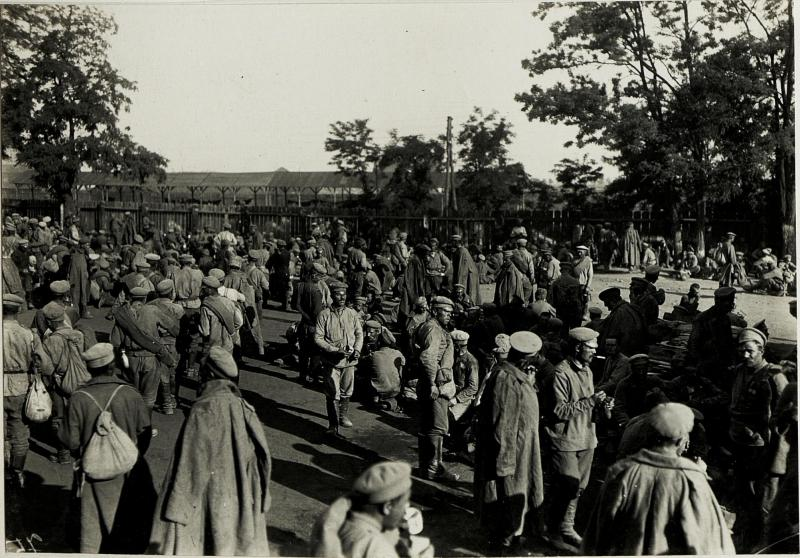
Prisonniers allemands en transit lors de la Première guerre mondiale.